# Marianne Cardale de Schrimpff

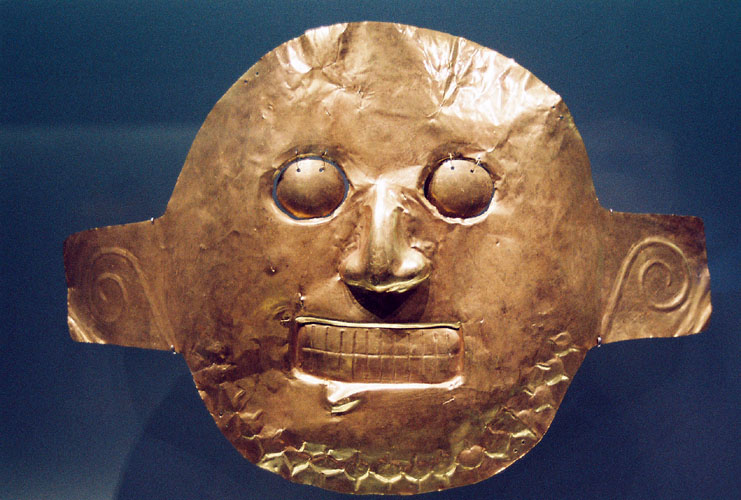
Màscara de la cultura Calitja, àmpliament investigada per Marianne Cardale de Schrimpff

Marianne Vere Cardale de Schrimpff és una antropòloga colombiana, arqueòloga, acadèmica i escriptora.

## Biografia
Marianne Cardale obtingué la llicenciatura a la Universitat d'Edimburg al 1965 i el doctorat al 1972 a la Universitat d'Oxford amb una tesi anomenada Tècniques de teixit a mà i arts relacionades a Colòmbia. De 1970 a 1974 Cardale de Schrimpff treballa a la Universitat dels Andes a Bogotà.
Cardale de Schrimpff ha col·laborat en l'establiment del Museu de l'Or Calima de Cali, a la zona dels Calima. També cofundà el grup Pro Calima. Part del seu treball es dedica a la cultura Malagana, sobre camins precolombins, i altres aspectes de la cultura Calimja. Schrimpff ha escrit sobre el període Herrera, sobre els muisques i la seua producció de sal a la serralada oriental de Colòmbia, i sobre tèxtils en diferents parts de l'estat.
Marianne Cardale de Schrimpff ha treballat amb becaris i arqueòlegs dedicats als muisques de Colòmbia, com Sylvia Broadbent, Gonzalo Correal Urrego, Ana María Groot, Leonor Herrera i altres.
Cardale de Schrimpff parla anglés, espanyol, francès i alemany.

## Treballs
Schrimpff ha publicat molts llibres i articles sobre els Calima, muisques, Panche, i altres grups indígenes de Colòmbia, en castellà i anglés.

### Selecció de llibres
- 2015 - Arqueologia de sal, capítol Producció de sal precolombina a Colòmbia - buscant l'evidència.[2]
- 2000 - Camins precolombins: les vies, els enginyers i els viatgers (amb Leonor Herrera).
- 1996 - Camins a Calima: L'estudi de camins precolombins de la conca de l'alt Calima, Serralada Occidental, Valle del Cauca.
- 1992 - Calima: deu mil anys d'història al sud-occident de Colòmbia.
- 1981 - Les salines de Zipaquirá: la seua explotació indígena.

### Selecció d'articles
- 2013 - Ocupació humana i l'entorn durant l'holocé al riu Cauca Valle, Colòmbia. L'Evidència de Paleobotany i d'Estudis de Terra (amb Neil Duncan, Ana María Groot, Pedro Botero, Alejandra Betancourt & Juan Carlos Berrio.[3]
- 2006 - Caçant animals en el bestiari cosmològic: el cocodril al sud-oest de Colòmbia i en regions veïnes de l'Equador (800 Un.C. Un 500 D. de C.).
- 2006 - Estudi de les restes humanes i de fauna del jaciment arqueològic Hisenda Malagana (amb Gonzalo Correal Urrego, Leonor Herrera & Carlos Armando Rodríguez).
- 1990 - L'agricultura i el maneig de la terra en temps precolombins.
- 1989 - Ornaments i màscares d'or de la cultura Llama, metal·lúrgia del període formatiu tardà en la serralada occidental colombiana (amb Warwick Bray, Leonor Herrera & Adriana Arias D'Hassan).
- 1988 - Tèxtils arqueològics del baix riu San Jorge.
- 1981 - Ocupacions humanes a l'Altiplà Cundiboyacià.
- 1976 - Recerques arqueològiques a la zona de Pubenza, Tocaima, Cundinamarca.
- 1974 - Mitologia Cuna: Els Kalu segons Alfonso Díaz Granades (amb Leonor Herrera).

## Treballs notables de Cardale de Schrimpff
- Cardale de Schrimpff, Marianne. 1985. A la recerca dels primers agricultors de l'Altiplà Cundiboyacià - Buscant els primers pagesos de l'Altiplà Cundiboyacià, 99@–125. Banc de la República. Accedit 2016-07-08.
- Paepe, Paul de, i Marianne Cardale de Schrimpff. 1990. Resultats d'un estudi petrològic de ceràmiques del període Herrera provinents de la Sabana de Bogotà i les seues implicacions arqueològiques - Resultats d'un estudi de ceràmiques del període Herrera que prové de la sabana de Bogotà, i les seves implicacions arqueològiques. Butlletí Museu de l'Or _. 99-119. Accedit 2016-07-08.